# Dominik Soukeník
Dominik Soukeník (* 13. července 1999) je český fotbalový záložník, od roku 2017 hráč seniorské kategorie klubu FC Hradec Králové.

## Klubová kariéra

### FC Hradec Králové
Svoji fotbalovou kariéru začal v mužstvu FC Hradec Králové. V sezoně 2017/18 se propracoval do seniorské kategorie, kde však zpočátku nastupoval za juniorku v tamní lize.
Ligový debut v dresu "áčka" Hradce absolvoval 12. 5. 2019 ve 28. kole následujícího ročníku v souboji s klubem FK Ústí nad Labem (výhra 2:0), na hrací plochu přišel v 87. minutě namísto Jiřího Kateřiňáka. Svůj první a zatím jediný ligový gól za "Votroky" zaznamenal 15. září 2019 proti Viktorii Žižkov (výhra 2:1), když ve 40. minutě zvyšoval na 2:0 na hřišti soupeře. Na jaře 2021 po 23. kole hraném 8. 5. 2021 postoupil s Hradcem po výhře 2:1 nad Duklou Praha z prvního místa tabulky do nejvyšší soutěže, kam se "Votroci" vrátili po čtyřech letech.

## Klubové statistiky
Aktuální k 5. květnu 2021
| Sezona    | Klub                   | Soutěž         | Zápasy | Góly |
| --------- | ---------------------- | -------------- | ------ | ---- |
| 2017/2018 | FC Hradec Králové U–21 | Juniorská liga | 6      | 1    |
| 2018/2019 | FC Hradec Králové      | Fortuna:NL     | 2      | 0    |
| 2019/2020 | FC Hradec Králové      | Fortuna:NL     | 23     | 1    |
| 2020/2021 | FC Hradec Králové      | Fortuna:NL     |        |      |